# Lappi
Lappi là một đô thị của Phần Lan.
Vị trí ở tỉnh của Tây Phần Lan thuộc vùng Satakunta. Đô thị này có dân số 3.236 người (2003) và diện tích 213.27 km² trong đó có 7,24 km² là diện tích mặt nước. Mật độ dân số là 15,2 người trên mỗi km².
Dân đô thị này chỉ sử dụng tiếng Phần Lan. Di sản thế giới được UNESCO công nhận Sammallahdenmäki nằm ở Lappi.